# ウエスト・ハムステッド・テムズリンク駅
ウエスト・ハムステッド・テムズリンク駅（英語: West Hampstead Thameslink station）はミッドランド本線のケンティッシュ・タウン駅とクリックルウッド駅の間にある駅である。テムズリンク・ネットワークの一部であり、当駅を発着する「テムズリンク」ブランドの列車を運行するゴヴィア・テムズリンク・レールウェイが運営を担当、トラベルカード・ゾーン2に属する。イースト・ミッドランド・トレインズが運行するリーズ、シェフィールド、レスター行きのインターシティが当駅を経由するが、高速で通過するのみで停車する列車はないため、インターシティにはルートン駅またはセント・パンクラス駅で乗り換える必要がある。

## 歴史

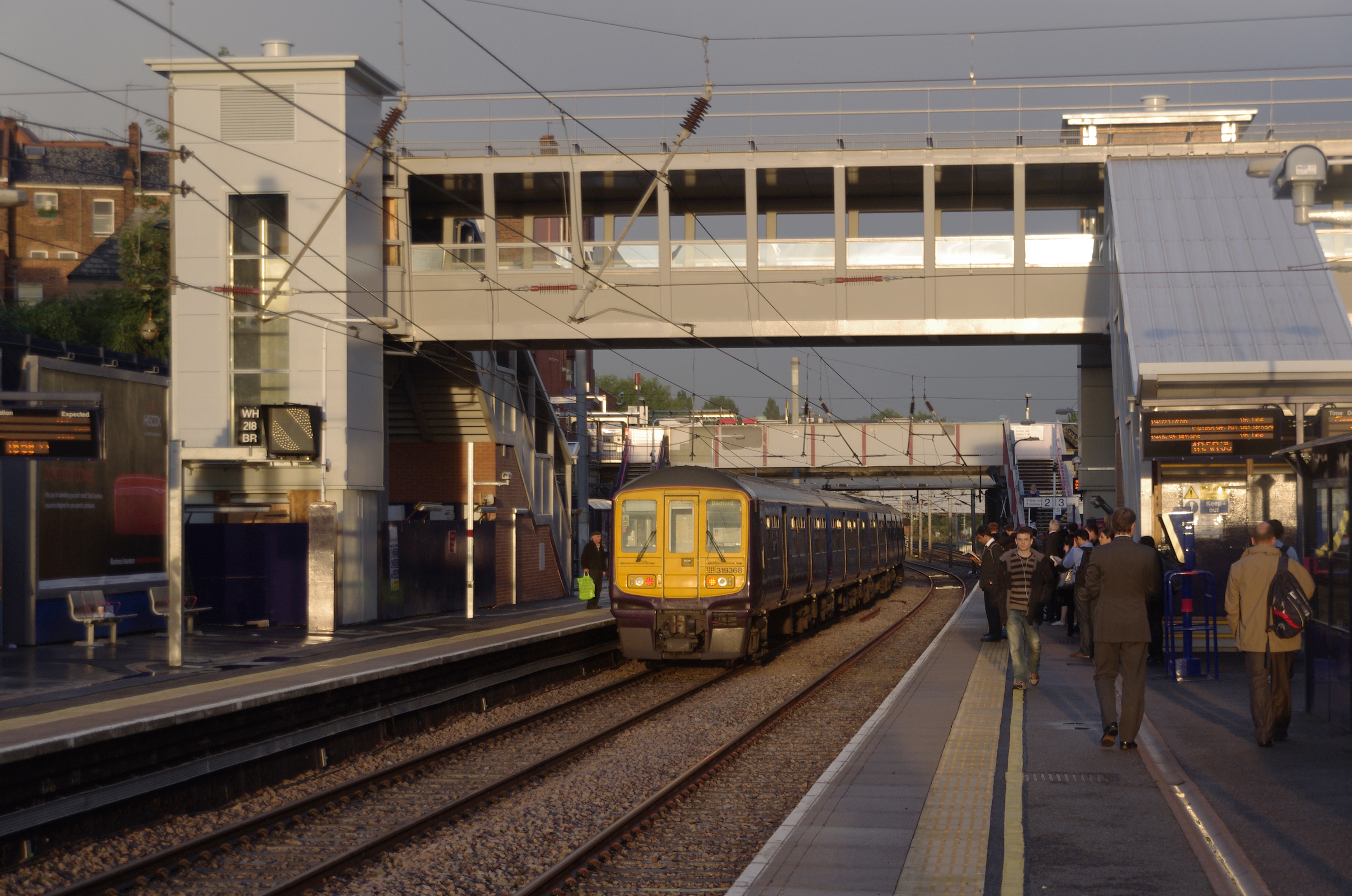
ウエスト・ハムステッド・テムズリンク駅に停車するファースト・キャピタル・コネクトの319形電車によるサットン環状線の列車

ウエスト・ハムステッド・テムズリンク駅は、1871年3月1日にミッドランド鉄道がセント・パンクラス駅に延伸した際にウエスト・エンド・フォー・キルバーン・アンド・ハムステッド駅として開設され、ウエスト・エンド近郊の新興住宅地への交通手段となることが想定された。
1878年からの短期間、当駅はスーパー・アウター・サークルと呼ばれた、セント・パンクラスからアクトン・セントラル、ターナム・グリーンを経由してアールズ・コートに至る路線の一部となっていた。
当駅は1903年7月1日にウエスト・エンド駅、1904年4月1日にウエスト・エンド・アンド・ブロンズベリー駅、1905年9月1日にウエスト・ハムステッド駅、1950年9月25日にウエスト・ハムステッド・ミッドランド駅、と頻繁に改称され、1988年5月16日以降はウエスト・ハムステッド・テムズリンク駅となっている。ハムステッド・ヒースや、ハムステッドの含鉄泉を訪れる観光客の足となっている。
オイスターカードは2007年後半に導入されている。
2009年3月から、サウスイースタンとファースト・キャピタル・コネクトはピーク時にセブノークス - ルートン間の列車の運転を開始した。オフピーク時はこの列車はケンティッシュ・タウン折り返しとなる。

## 開発計画

### ウエスト・ハムステッド駅連結計画
現在ウエスト・ハムステッドを名乗る3つの駅（ロンドン・オーバーグラウンドの駅、ロンドン地下鉄の駅、テムズリンクの駅）はやや離れた位置にあり、乗換にはウエスト・エンド・レーンと呼ばれる通行量の多い公道上を移動する必要がある。2004年にチルターン・レイルウェイズが発表したウエスト・ハムステッド分岐点計画では、3つの駅を地下道でつなぐことが提案されている。チルターン本線とメトロポリタン線に駅を新設し、テムズリンクとロンドン・オーバーグラウンドの駅をウエスト・エンド・レーンの東側に移転するとされている。
この再開発計画には、既存の駅施設の解体と、ウエスト・エンド・レーンの3車線化が含まれると予想される。この計画は、ノース・ロンドン線の運営権の方向性が不透明なため、2007年に凍結された。テムズリンクの駅の改築案に変わって、ネットワーク・レールなどはアイヴァーソン・ロードにエレベーター付の歩道橋を設置し、新駅にアクセスする案を提案している。
2008年初頭に英国交通改善審議会は、貨物線として利用されているダッジング・ヒル線と線路を共用し、ミッドランド鉄道の貨物線の少なくとも2線を活用してウエスト・ハムステッド近郊を通るノース・アンド・ウエスト・ロンドン・ライト・レイルウエイの計画を発表した。

### テムズリンク路線の拡充
2018年以降、テムズリンク各路線からの乗入列車が当駅を経由する予定とされている。

## バス路線
ロンドンバス 139系統、328系統、C11系統が当駅を経由する。

## 運行
駅名が示す通り、当駅はテムズリンク・ネットワーク上にある。深夜帯にはベッドフォード - スリー・ブリッジ間の列車が1時間に1本運行されるだけになるものの、終日列車が運転されている。オフピーク時はルートンまたはセント・アルバンズ - サットン間の列車が毎時4本、ベッドフォード - ブライトン間の列車が毎時2本停車するほか、当駅始発のセブノーク行きも運転される。ピーク時にはセブノーク、ロチェスター、アシュフォードへの列車が運転される。